# ذخیره‌گاه فضای باز

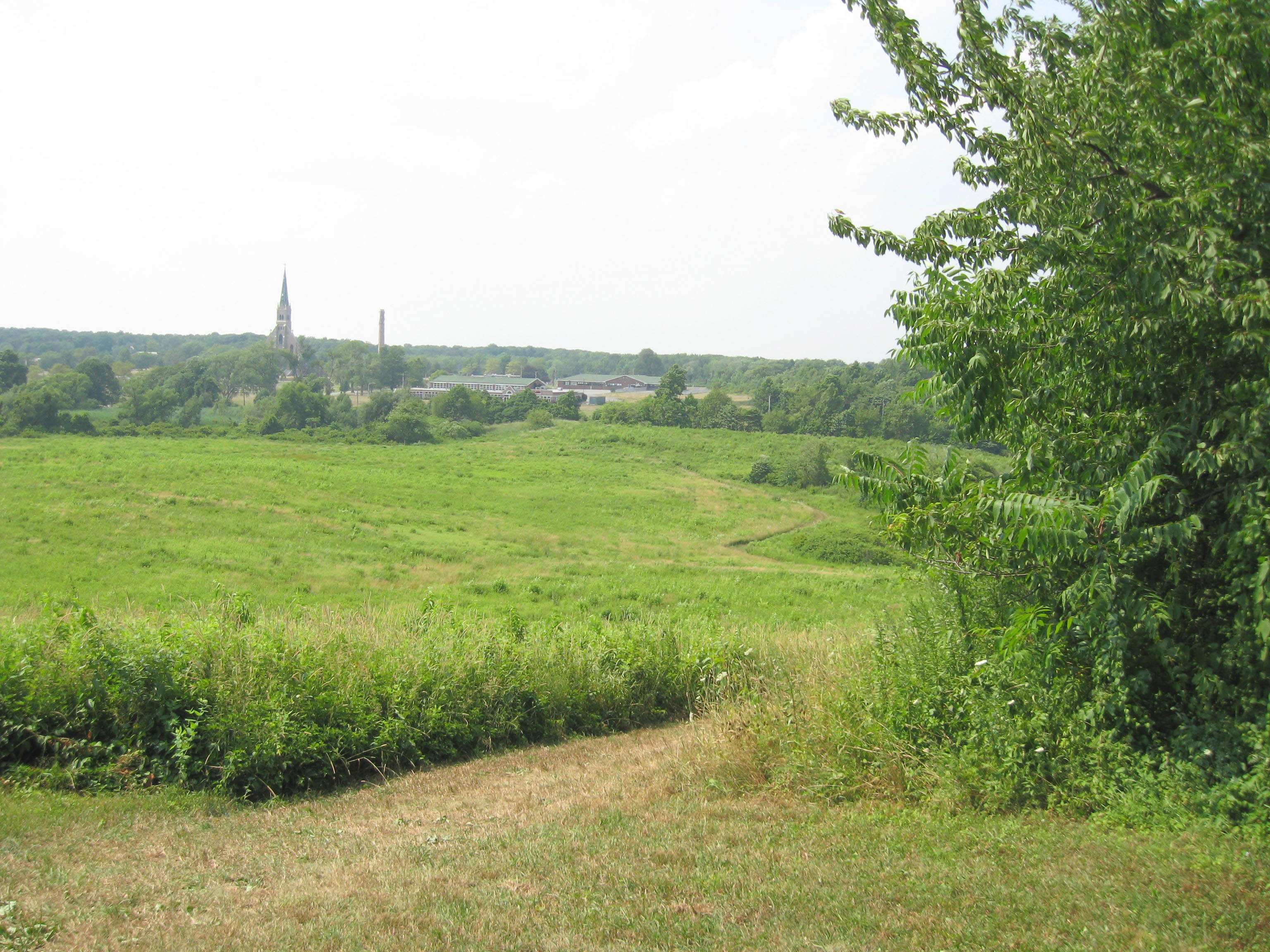
منطقه منحصر به فرد کوه لورتو، شهر نیویورک

ذخیره‌گاه فضای باز (به انگلیسی: Open space reserve) (همچنین به نام حفاظت فضای باز، ذخیره‌گاه فضای سبز نیز نامیده می‌شود) منطقه‌ای از زمین یا آب حمایت‌شده یا حفاظت‌شده است که توسعه در آن به طور نامحدود کنار گذاشته شده است.